# 景美区
景美区（けいびく）は中華民国（台湾）台北市にかつて存在した区。現在の文山区西部に相当し、現在は同区の景美次分区及び興隆次分区となっているほか、現在も地域の通称として「景美」の名が用いられている。

## 概要
歴史的には「梘尾」や「景尾」とも称された。東を景美山を境に木柵と接し、北は蟾蜍山を境に古亭区と接し、西は新店渓を介して双和地区と、南は景美渓を経て新店区と接していた。また、区の約3分の1が山地が占めていることから、同地域は景美盆地とも称される。

## 地名の由来
『台湾島の歴史と地誌』によると、景美という地名は当地の旧称である「梘尾」に由来し、これは「瑠公圳の大木梘の末端」という意味である。なおその後に台湾語で同音となる別の漢字を当て字して「景尾」と改称された。
「景美」の名が歴史上で初めて登場した記録としては、台湾が日本統治下に入った1895年の『台北附近地形図』において、景尾街を誤って景美街と記載した例であり、その後1898年の『台湾堡図』で再び景尾街に戻されたが、これが「景美」の名が公式に登場した最古記録であるとされている。
第二次世界大戦の終結により台湾が中華民国の手へと渡った後の1950年、台湾で地方自治が実施され、景尾はかつての台北県深坑郷（現在の新北市深坑区）から独立した別の鎮とされ、このとき地域の地主であった林仏国がより雅やかな「景美」とすることを提案し、景美鎮となった。「景美」の名称は区が消滅した現在でも広く使用されているが、台湾語では依然として旧称の「景尾」（白話字：Kéng-bé）と発音されており、例えば台北捷運景美駅の到着放送でもそのように案内が行われる。

## 歴史

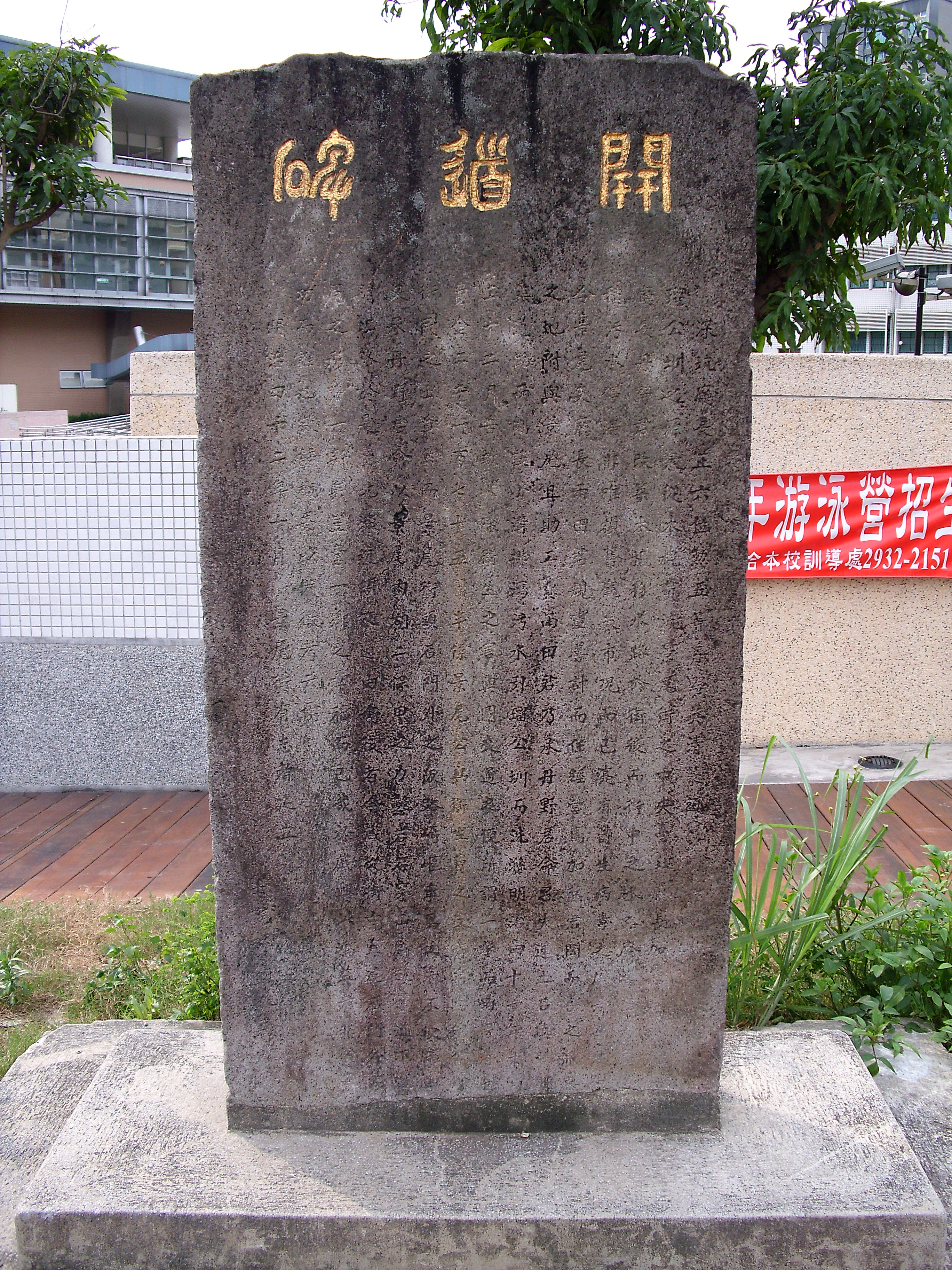
景尾街開道碑（明治42年9月建立）

かつては台湾原住民である平埔族である霧裡薛社や秀朗社が点在する地域であった。漢人による開拓の歴史としては1729年に広東系の客家移民が台湾へ渡ってきた時代に遡ることができ、原住民の秀朗社との間で土地の領有問題により数百人の死傷者が出る紛争となることもあった。しかし霧裡薜圳や瑠公圳など水利施設をいち早く建設していったことから、台北盆地において比較的早期に近代化が進んだ地域の一つとなった。清朝時代には台北府淡水県拳山堡の万盛庄および興福庄に属し、日本統治時代には台北州文山郡深坑庄の万盛および興福、第二次世界大戦後に中華民国の台北県深坑郷に編入された。1950年3月1日に深坑郷から分離して景美鎮として成立。1968年7月1日に直轄市である台北市に編入されたことで景美区へと改称され、1990年3月12日に行われた台北市の行政区再編による、木柵との合併により同市の文山区となった。しかし多くの通りや機関において現在も「景美」の名は広く使われており、民間においてもこの地域を景美と呼ぶことが慣例となっている。

## 地理
台北市の南部に位置し、新店渓の東部、蟾蜍山の南部にあり、台北市から新北市の新店や烏来へ向かう交通の要衝となっている。南部と西部はそれぞれ景美渓と新北市の新店区、永和区、中和区に接していた。

## 交通

### 鉄道
景美区があった当時、同区内を鉄道は通っていなかったが、後の1996年以降になってから同地域に台北捷運の地下鉄路線が開通した。
 台北捷運松山新店線
万隆駅 - 景美駅
 台北捷運文湖線
辛亥駅 - 萬芳医院駅